# سیارک ۵۸۳
سیارک ۵۸۳ (به انگلیسی: 583 Klotilde، نامگذاری:1905SP) پانصد و هشتاد و سومین سیارک کشف شده‌است که در ۳۱ دسامبر ۱۹۰۵ و در وین کشف شد.
قدر مطلق سیارک برابر ۹٫۰۱ است.